# Капитонов, Дмитрий Павлович
Дми́трий Па́влович Капито́нов (род. 10 апреля 1968, Ленинград) — российский легкоатлет, специалист по бегу на длинные дистанции и марафону. Выступал на профессиональном уровне в 1990-х и 2000-х годах, победитель и призёр ряда крупных международных стартов на шоссе, действующий рекордсмен России в беге на 10 000 метров в помещении, участник летних Олимпийских игр в Сиднее. Представлял Санкт-Петербург и физкультурно-спортивное общество «Динамо». Также известен как тренер по физподготовке, работавший со многими хоккеистами.

## Биография
Дмитрий Капитонов родился 10 апреля 1968 года в Ленинграде.
Занимался лёгкой атлетикой под руководством тренеров Ю. Яхнина и А. Капитонова. Окончил Университет имени Лесгафта.
Впервые преодолел марафонскую дистанцию в сентябре 1992 года, с результатом 2:17:23 стал девятым на Лилльском марафоне.
В 1993 году занял 23-е место на Парижском марафоне (2:15:04).
В 1994 году одержал победу в дисциплине 20 км на открытом чемпионате России по бегу по шоссе в Адлере, выступил на чемпионате мира по кроссу в Будапеште, финишировал четвёртым на марафоне в Лилле (2:15:52).
В 1995 году вновь выиграл 20 км на открытом чемпионате России по бегу по шоссе в Адлере.
В 1996 году занял 15-е место на Хьюстонском марафоне (2:17:15), был лучшим на Остинском марафоне (2:15:59), третьим на Питтсбургском марафоне (2:15:20), превзошёл всех соперников на Лионском марафоне (2:13:59). Помимо этого, на соревнованиях в Санкт-Петербурге установил ныне действующий национальный рекорд России в беге на 10 000 метров — 28:59,19, а на забеге в Ремихе установил рекорд России в полумарафоне — 1:01:15, который впоследствии продержался 24 года.
В 1997 году добавил в послужной список победы на марафонах в Бордо (2:11:31) и Энсхеде (2:12:09).
В 1998 году стал третьим на Тверийском марафоне (2:15:46), занял 34-е место на Парижском марафоне (2:23:11), третье место на марафоне в Энсхеде (2:13:37), выиграл бронзовую медаль на чемпионате России по полумарафону в Санкт-Петербурге, показал второй результат на Эйндховенском марафоне (2:12:42).
В 1999 году был вторым на Римском марафоне (2:10:10), Пражском марафоне (2:11:24) и Эйндховенском марафоне (2:09:32).
В 2000 году занял восьмое место на Римском марафоне (2:12:14). Выполнив олимпийский квалификационный норматив, удостоился права защищать честь страны на летних Олимпийских играх в Сиднее — в программе марафона показал результат 2:19:38, расположившись в итоговом протоколе соревнований на 34-й строке.
В 2001 году финишировал третьим на Токийском международном марафоне (2:11:09), превзошёл всех соперников на марафоне в Регенсбурге (2:12:18), сошёл на Эйндховенском марафоне, стал пятым на Фукуокском марафоне (2:11:20).
В 2002 году был восьмым на Венском марафоне (2:14:52), вновь сошёл в Эйндховене.
В 2003 году занял 11-е место на Токийском международном марафоне (2:16:28), второе место на марафоне в Дортмунде (2:17:02) и на марафоне «Белые ночи» в Санкт-Петербурге (2:12:31), 15-е место на Франкфуртском марафоне (2:18:44).
В апреле 2004 года принял участие в Бостонском марафоне, но в ходе прохождения дистанции сошёл.
В 2005 году отметился выступлением на Гонконгском марафоне, где с результатом 2:26:50 занял итоговое 21-е место.
После завершения спортивной карьеры проявил себя как тренер по физической подготовке, в частности тренировал таких известных хоккеистов как Александр Овечкин, Сергей Гончар, Александр Радулов, Евгений Малкин, Виктор Козлов, Андрей Николишин и др. В 2008—2010 годах являлся тренером по физподготовке в московском хоккейном клубе «Динамо».